# 미스트 V: 엔드 오브 에이지
《미스트 V: 엔드 오브 에이지》(영어: Myst V: End of Ages)는 2005년에 출시된 그래픽 어드벤처 비디오 게임으로 미스트 시리즈의 5번째이자 마지막 타이틀이다. 사이언 월드에서 개발하고 유비소프트에서 유통하여, 2005년 9월 20일 매킨토시와 윈도우 용으로 출시되었다. 시리즈의 전작들과 같이, 엔드 오브 에이지의 게임플레이는 "시대"로 알려진 세계로 갈 수 있는 특별한 책과 포털처럼 이용할 수 있는 아이템을 통해 게임 속 세계를 이동하는 것이다. 각 시대에서 플레이어는 퍼즐을 해결하고 일기나 일지에 적혀져 있거나 각 시대에 숨겨진 이야기의 단서를 발견해야 한다. 플레이어의 행동이 고대 드니 문명의 운명을 결정한다.
미스트 시리즈의 전작들과 다르게, 엔드 오브 에이지는 프리렌더링된 환경에서 실시간으로 렌더링되는 3D 그래픽으로 교체되었고, 플레이어는 각 시대에서 자유롭게 움직일 수 있다. 사실성을 유지하기 위해 3D 캐릭터 모델에 배우들의 얼굴을 디지털 방식으로 매핑하였다. 사이언은 다양한 방법의 이동 방법과 인게임 카메라의 추가를 통해 새로운 플레이어들이 좀 더 접근하기 쉬운 게임이 되도록 신경썼다. 미스트의 개발자 랜드 밀러는 게임 캐릭터의 운명을 결정할 수 있는 능력을 미스트의 팬들에게 주는 선물로 여기고 플레이어에게 제공하기로 결정했다.

## 평가
| Myst V: End of Ages |       |
| --- | ----- |
| 통합 점수 통합사 점수 게임랭킹스 79.1% [ 2 ] 메타크리틱 80% [ 3 ] 평론 점수 평론사 점수 CVG 8.7 [ 4 ] 유로게이머 60 [ 5 ] 게임스팟 7.9 [ 6 ] 게임존 8.4 [ 7 ] IGN 8.8 [ 8 ] |       |
| 통합 점수 |       |
| 통합사 | 점수  |
| 게임랭킹스 | 79.1% |
| 메타크리틱 | 80%   |
| 평론 점수 |       |
| 평론사 | 점수  |
| CVG | 8.7   |
| 유로게이머 | 60    |
| 게임스팟 | 7.9   |
| 게임존 | 8.4   |
| IGN | 8.8   |